# Ao to Shiro de Mizuiro

Ao to Shiro de Mizuiro (青と白で水色) est un téléfilm japonais diffusé en 2001 sur NTV.

## Synopsis
Uchiyama Kaede et Shiina Kasumi étaient meilleures amies. Au lycée, Kasumi est devenue progressivement plus populaire que Kaede. Celle-ci est intimidée par son ex-meilleure amie, exposée aux brimades de chaque jour. Kaede a de plus en plus envie d'aller sur le toit du bâtiment de l'école mais elle est empêchée par une porte verrouillée.
Un jour, après l'école, Elle rencontre Kishida Takumi, un voleur de vélo qui est particulièrement doué en crochetage. Elle lui demande de pouvoir ouvrir la serrure de la porte du toit de l'école.
Pendant ce temps, l'arrivée d'une nouvelle enseignante semble apporter des changements à l'école ...

### Fiche technique
- Titre original : 青と白で水色
- Titre international : Ao to Shiro de Mizuiro
- Réalisation : Takahashi Naoharu
- Scénario : Sakurai Tsuyoshi
- Production : Masuda Kazuho et Ohno Tetsuya
- Photographie : Takahide Shibanushi
- Chaine de diffusion : NTV
- Pays d'origine : Japon
- Langue originale : Japonais
- Format : Couleur
- Genre : Drame, école
- Theme song : Tatoeba Boku ga Shindara by Morita Doji (森田童子), Eastern Youth
- Date de diffusion : 21 décembre 2001

### Distribution
- Miyazaki Aoi : Uchiyama Kaede
- Shun Oguri : Kishida Takumi
- Yū Aoi : Shiina Kasumi
- Manami Konishi : Oouchi Mizuho
- Aijima Kazuyuki : Kano Shigeru
- Morishita Tetsuo : Oshii Ikuo
- Gin Pun Chou : Uchiyama Keiko
- Satoshi Matsuda